# 风玫瑰图

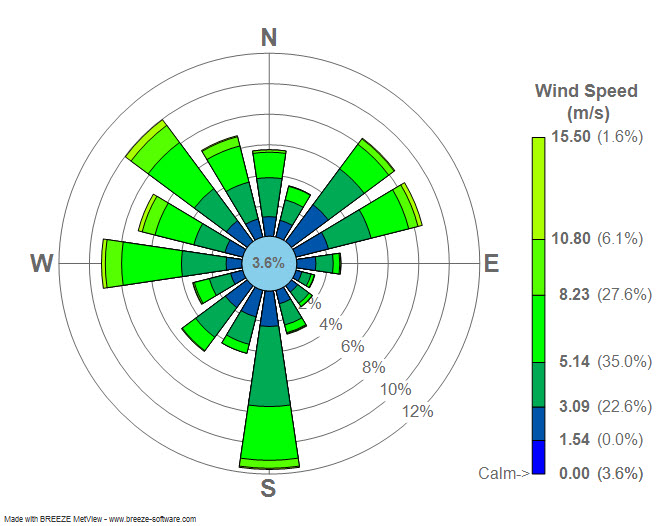
美国纽约拉瓜迪亚机场的风玫瑰图（2008年）

风玫瑰图（wind rose plot）用来简单描述某一地区风向风速的分布，可分为风向玫瑰图和风速玫瑰图。在风玫瑰图的极坐标系上，每一部分的长度表示该风向出现的频率，最长的部分表示该风向出现的频率最高。风玫瑰图通常分16个方向，也有的再细分为32个方向。

常见于建筑施工图的风玫瑰图

## 歷史

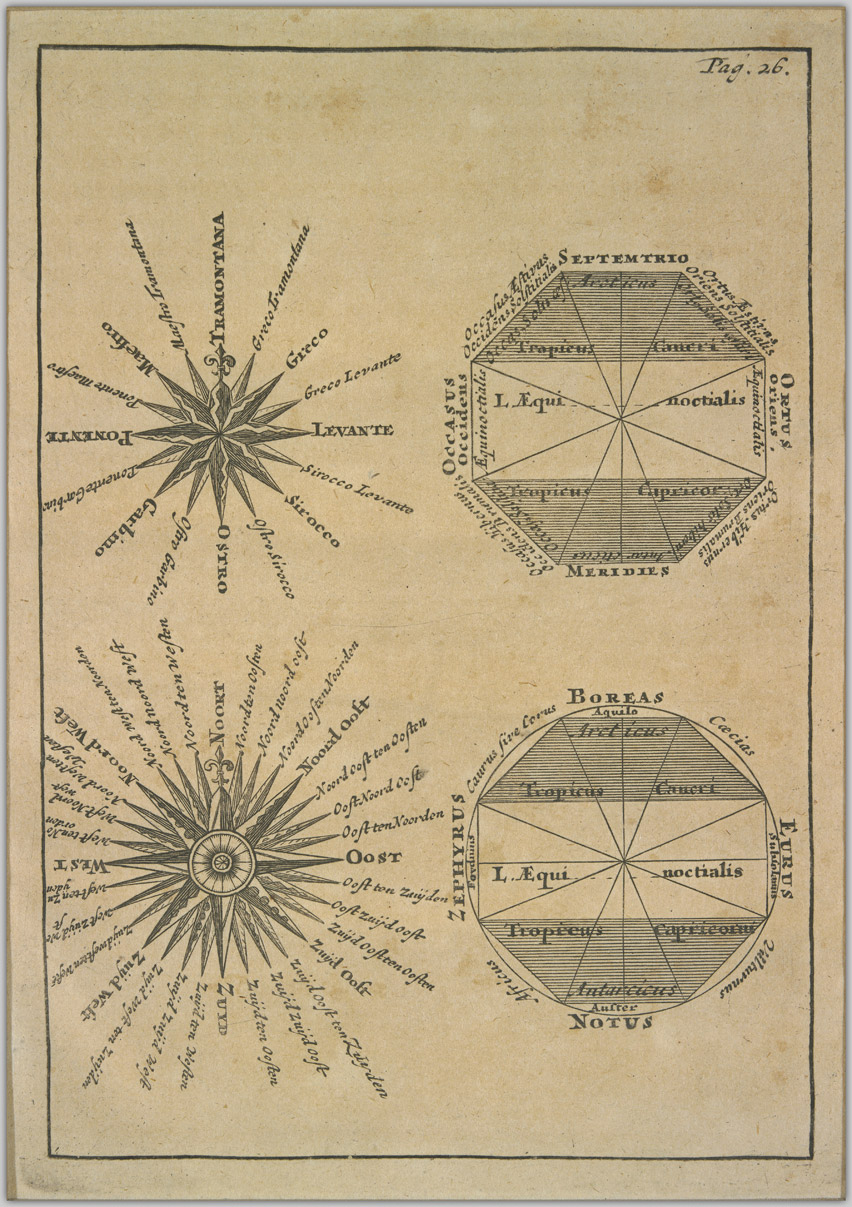
中世紀風玫瑰

在羅盤玫瑰存在之前，地圖上也包含一個玫瑰圖，讓讀者知道在平面圖中8種主要風（有時是8種半風和16種四分之一風）的方向。北方百合花飾，東方基督十字，以指示耶路撒冷的方向。